# Festival di Schwetzingen
Il Festival di Schwetzingen (ex Schwetzinger Festspiele) è un festival internazionale di musica classica che si svolge, dal 24 maggio 1952, ogni anno in primavera (da fine aprile a inizio giugno) nei locali del castello di Schwetzingen (Schwetzingen, Nord Baden). Alcuni concerti (principalmente concerti in chiesa) si svolgono anche nella vicina Spira (Duomo, Chiesa della Trinità). Il festival è organizzato dallo Schwetzinger SWR Festspiele gGmbH, i cui azionisti, oltre a Südwestrundfunk, sono in parti uguali il distretto di Rhein-Neckar e la città di Schwetzingen.

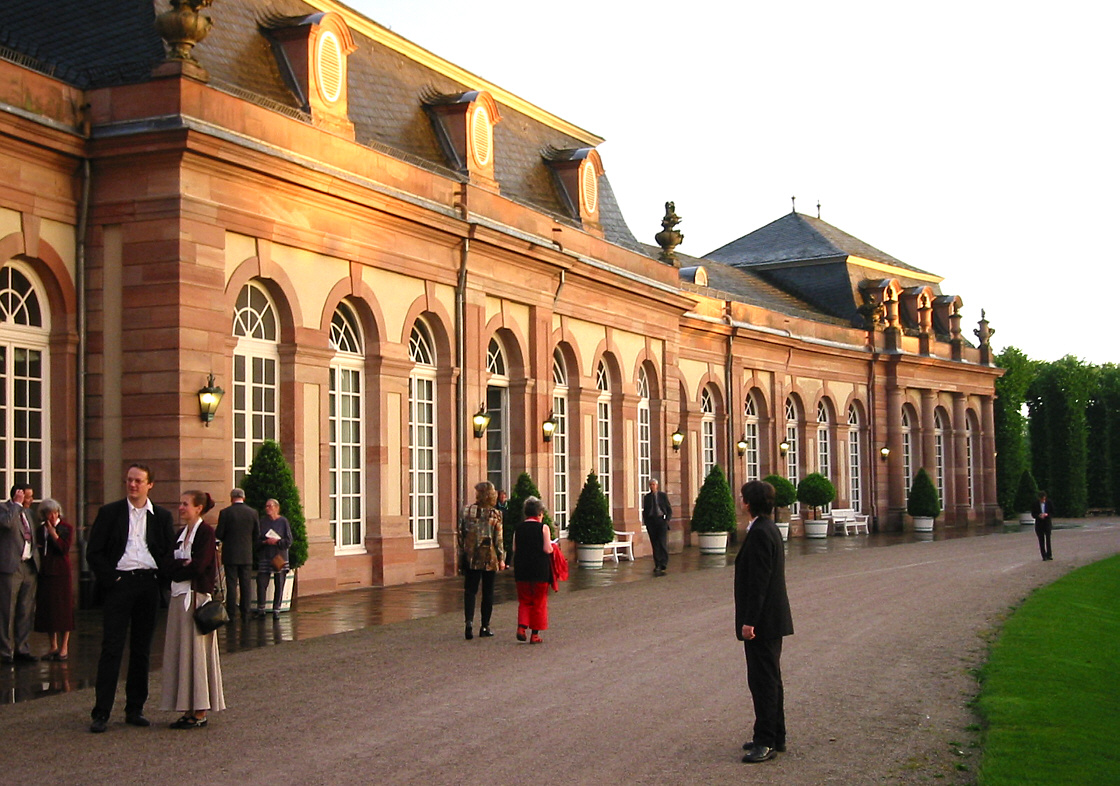
L'edificio del Festival nel 2002

## Storia
Il Palazzo di Schwetzingen, con parco e teatro di corte, era la residenza estiva degli Elettori del Palatinato, che risiedevano nelle vicine Heidelberg e Mannheim. L'ormai cosiddetto Teatro Rococò fu costruito da Nicolas de Pigage e inaugurato il 15 giugno 1753. Dopo che l'ultimo elettore Karl Theodor si trasferì a Monaco di Baviera (all'inizio del 1778), non solo la residenza di Mannheim cadde in disuso, ma anche quella estiva di Schwetzingen. Fu solo nel 1937 che il teatro rococò tornò alla sua funzione originaria con l'originale impianto scenico. Per motivi di sicurezza antincendio, nel 1971, si dovette decidere se il teatro dovesse essere gestito in futuro come museo o se dovesse essere utilizzato come sede di spettacoli. Si decise di utilizzare il teatro e di demolire e ricostruire completamente l'edificio del palcoscenico (si è conservato lo storico auditorium).
Da allora, ci sono state generalmente due produzioni d'opera (collaborazioni con noti teatri d'opera, poiché il festival stesso non ha laboratori) nello storico teatro rococò, il più antico teatro a più livelli originariamente conservato al mondo. Il repertorio comprende anteprime mondiali di opere commissionate (vale a dire la commissione per la composizione viene assegnata dallo Schwetzingen SWR Festival) e opere classiche. Sono state inoltre create numerose nuove edizioni di opere barocche sconosciute e perdute. Un altro focus dello Schwetzingen Festival è la musica da camera e le opere orchestrali, presentate da artisti di fama internazionale e giovani artisti di grande talento.
L'SWR trasmette tutti i concerti su SWR2 e anche una selezione dei concerti su altre stazioni radio tedesche e internazionali. Alcuni eventi vengono registrati anche dalla televisione SWR per la trasmissione su Arte e 3sat. Grazie alle registrazioni SWR, i concerti del festival possono essere ascoltati anche sul sito web del festival dopo la trasmissione radiofonica.

## Elenco di importanti riscoperte
- 2001 La divisione del mondo, opera di Giovanni Le Grenzi, UA 1675
- 2003 Il figlio delle selve, opera di Ignaz Holzbauer, UA 1753 a Schwetzingen
- 2005 Telemaco, opera di Alessandro Scarlatti, UA 1718
- 2006 Proserpina, opera di Joseph Martin Kraus, UA 1781
- 2007 Il Giustino, opera di Giovanni Le Grenzi, UA 1683 (Riscoperta dell'anno)
- 2008 Niobe, regina di Tebe, dramma per musica in tre atti di Agostino Steffani, libretto di Luigi Orlandi, UA 1688 a Monaco di Baviera
- 2012 Rosamunde, opera di Anton Schweitzer, libretto di Christoph Martin Wieland, UA 20. gennaio 1780, Teatro Nazionale di Mannheim
- 2014 Leucippo, opera di Johann Adolph Hasse, UA 1747
- 2016 Veremonda, l'amazzone di Aragona, opera di Francesco Cavalli, prima tedesca, UA 1652 a Venezia
- 2018 La fiera di Venezia, opera di Antonio Salieri, UA 1772 a Vienna

## Elenco delle anteprime importanti
- 1957 Il Revisore, opera di Werner Egk
- 1960 La Battaglia oder Der rote Federbusch, opera di Gerhard Wimberger
- 1961 Elegia per giovani amanti, opera di Hans Werner Henze
- 1962 n seinem Garten liebt Don Perlimplin Belisa, opera di Wolfgang Fortner
- 1964 Demeter, balletto di Boris Blacher
- 1968 Présence, balletto di Bernd Alois Zimmermann
- 1969 Das Märchen von der schönen Lilie,  opera di Giselher Kleber
- 1971 Melusine, opera di Aribert Reimann
- 1972 Concerto per clarinetto di Boris Blacher
- 1977 Quartetto d'archi n. 4 e n. 5 di Hans Werner Henze
- 1979 The Tempest, balletto di Arne Nordheim
- 1982 Die wundersame Schustersfrau, opera di Udo Zimmermann
- 1983 Die englische Katze, opera di Hans Werner Henze
- 1984 Ophelia, opera di Rudolf Kelterborn
- 1986 Die Leiden des jungen Werthers, opera di Hans-Jürgen von Bose
- 1988 Der Wald, opera di Rolf Liebermann
- 1988 Gastmahl oder Über die Liebe, opera di Georgkatzer
- 1991 Enrico, opera di Manfred Trojahn
- 1991 Spiel von Liebe und Zufall, opera di Helge Jörns
- 1994 Sansibar, opera di Eckehard Mayer
- 1994 Schachnovelle, opera di Violeta Dinescu
- 1997 Tanzstunden, balletto di Hans Werner Henze
- 1997 Babylon, opera di Detlef Heusinger
- 1998 Luci mie traditrici / Il fiore mortale, opera di Salvatore Sciarrino
- 2000 Gute Miene Böses Spiel, opera di Karl-Wieland Kurz
- 2001 Bacon, opera di Manuel Hidalgo
- 2002 Macbeth, opera di Salvatore Sciarrino (Prima mondiale dell'anno)
- 2005 Zaubern, opera di Frederik Zeller
- 2006 Kälte (Da Gelo a Gelo), opera di Salvatore Sciarrino
- 2007 Der Alte vom Berge, opera di Bernhard Lang
- 2008 Hybris/Niobe, dramma per voci di Adriana Hölszky
- 2009 Proserpina, monodramma per soprano, coro femminile e orchestra di Wolfgang Rihm (prima mondiale dell'anno)
- 2010 Le Père, teatro musicale di Michael Jarrell
- 2011 Bluthaus, opera di Georg Friedrich Haas
- 2012 IQ, opera di Enno Poppe
- 2013 Thomas, opera di Georg Friedrich Haas
- 2014 Re:igen, opera di Bernhard Lang
- 2015 Wilde, opera di Hèctor Parra
- 2016 Koma, opera di Georg Friedrich Haas (prima mondiale dell'anno)
- 2017 Tre Volti - Drei Blicke auf Liebe und Krieg, teatro musicale di Annette Schlünz
- 2018 Argo, "Dramma in musica" di José María Sánchez Verdú
- 2019 Der Fall Babel, teatro musicale di Elena Mendoza